# 1515
1515 (MDXV) var ett normalår som började en måndag i den julianska kalendern.

## Händelser

### April
- 1 april – Muskat blir en portugisisk besittning.[1]

### Juli
- 29 juli – Ett möte hålls mellan Sverige och Danmark i Köpenhamn. Sten Sture den yngres fredsförhandlingar med Kristian II bryter samman, men vapenvilan förlängs.

### Augusti
- 12 augusti – Kristian II gifter sig med Elisabet av Österrike.

### September
- 14 september – Franska trupper under Frans I besegrar Milanos schweiziska legotrupper i slaget vid Marignano.

### Okänt datum
- Gustav Trolle blir Sveriges nye ärkebiskop och får av påven bland annat rätt att hålla sig med en privathär på 400 man.
- I Åbo skrinläggs helgonet biskop Hemming (död 1366) och firas med stora festligheter.

## Födda
- 28 mars – Teresa av Ávila, spansk nunna, mystiker och helgon
- 21 juli – Filippo Neri, italiensk katolsk präst, ordensgrundare och helgon
- 22 september – Anna av Kleve, drottning av England 1540 (gift med Henrik VIII)
- 4 oktober – Lucas Cranach d.y., tysk målare
- 22 november – Maria av Guise, drottning av Skottland 1538–1542 (gift med Jakob V)
- 31 december – Andreas Vesalius, belgisk anatomiker
- Antoine Caron, fransk målare

## Avlidna
- 1 januari – Ludvig XII, kung av Frankrike sedan 1498 och av Neapel 1501–1504
- 6 februari – Aldus Manutius, italiensk boktryckare
- 26 december – Afonso de Albuquerque, portugisisk sjöfarare och amiral
- Quilago, regerande drottning av Cochasquí
- Fygen Lutzenkirchen, tysk industrialist

### Fotnoter
1. ↑  World Statesmen (läst 4 april 2011)